# Гаврильченко Юлія Пилипівна
Юлія Пилипівна Гаврильченко (8 серпня 1916, Велика Снітинка (нині Фастівський район, Київської області — 24 липня 1991) — українська радянська актриса, Заслужена артистка Молдавської РСР (1952).

## Життєпис
Юлія Гаврильченко народилася 8 серпня 1916 року в селі Велика Снітинка (нині Фастівський район, Київської області); за іншими даними — в Одесі.
У 1934 році закінчила Вищий музично-драматичний інститут імені М. Лисенка (нині Київський національний університет театру, кіно і телебачення імені Івана Карпенка-Карого). Молода актриса у 1934 році почала працювала у Театрі радянської армії Київського військового округу.
Під час радянсько-німецької війни артистка виступала у фронтовому театрі. Після війни переїхала (повернулась) до Одеси, де почала грати в Одеському театрі Радянської Армії (ОдТРА). У 1953 році переїхала до столиці Білоруської РСР, де рік працювала в Мінському російському театрі імені М. Горького. З 1954 по 1958 роки грала в Театрі Групи радянських військ у Німеччині.
У 1958 році перейшла до Одеського обласного драматичного театру імені А. В. Іванова.

## Родина
Чоловік — Духновський Микола Іванович — художник Одеського російського драматичного театру, заслужений діяч мистецтв Української РСР.
В останні роки разом з чоловіком жила в Будинку ветеранів сцени імені Н. М. Ужвій (Пуща-Водиця).
Померла 24 липня 1991 року в Києві.

## Ролі в театрі
- Ліда Плаха («Юліус Фучик» за п'єсою «Прага залишається моєю» Юрія Буряківського),
- Ольга («Пам'ять серця» Олександра Корнійчука),
- Перса («Хто чия жінка» Б. Нушича),
- Аннушка («Звичайна людина» Леоніда Леонова),
- Олександра Миколаївна Негіна («Таланти і шанувальники» Олександра Островського),
- Кормилиця («Ромео і Джульєтта» Вільяма Шекспіра),
- Лідія Павлівна («Варвари» Максима Горького).

## Ролі в кіно
- 1968 — «Випадок із слідчої практики» — епізод.

## Нагороди та премії
- заслужений артист Молдавської РСР (1952).
- Сталінська премія третього ступеня (1952) — за виконання ролі у виставі «Прага залишається моєю» Ю. А. Буряковського, поставлений на сцені Одеського ДТСА.
- орден Вітчизняної війни II ступеня (23.12.1985).
- медаль «За оборону Сталінграда» (27.1.1945)